# Seiya Konishi
Seiya Konishi (小西 成弥 Konishi Seiya?,  Prefectura de Osaka, Japón, 6 de septiembre de 1994) es un actor japonés, afiliado a Ena Entertainment. Es conocido por interpretar a Yūta Fuji en los musicales de The Prince of Tennis.

## Biografía
Konishi nació el 6 de septiembre de 1994 en la prefectura de Osaka, Japón. Debutó en 2010 tras aparecer en la película Ōoku, mientras que en 2011 fue seleccionado para interpretar a Yūta Fuji en los musicales de The Prince of Tennis como parte de la segunda generación. En 2014, fue creado su grupo de fanes oficial. En 2016, Konishi obtuvo su primer papel protagonista en el musical Kyō Kara Maō!: Maō bōsō-hen, donde interpretó a Yuri Shibuya. Konishi fue un reemplazo del actor Seiya Motoki, quien ya había interpretado a Shibuya en dos ocasiones.
En enero de 2018, formó la unidad actoral "étoile☆prinz" junto a Yūta Higuchi y Ryōta Hirono.

## Vida personal
Konishi es pariente del también actor y cantante Mikio Ōsawa. Sus pasatiempos son el baile y el boxeo, además de practicar aromaterapia.

## Filmografía

### Películas
- Ōoku (2010)
- Kokkurisan Gekijoban Shin Toshi Densetsu (2014) como Yoshikawa
- Dance!DanceDance!! (2014) como Rui
- Akira No.2 (2014) como Satō
- Hakuoki SSL: Sweet School Life (2016) como Kaoru Nagumo[3]
- Vanilla Boy: Tomorrow Is Another Day (2016) como Takuto Jōjima[4]

### Televisión
- Kinyō puresutēji (Fuji TV, 2012)
- Nakai masahiro no kin'yōbi no sumairu-tachi e (TBS, 2013) como Shinobu Sakagami
- Hakuoki SSL: Sweet School Life (Tokyo MX, 2015) como Kaoru Nagumo
- Kanpai Senshi After V (TV Saitama, 2015) como Shin Red
- Minami no Teiō (KTV, 2016)

### Anuncios
- TOHO GAS Co., Ltd. - Intān boshū (2017)

### Videos musicales
- Ren'ai korekutā - Iori Nomizu (2014)